# Вігоново
Вігоново, Віґоново (італ. Vigonovo, вен. Vigonovo) — муніципалітет в Італії, у регіоні Венето, метрополійне місто Венеція.
Вігоново розташоване на відстані близько 390 км на північ від Рима, 24 км на захід від Венеції.
Населення — 10 001 особа (2014).
Щорічний фестиваль відбувається 7 квітня. Покровитель — святий Петро.

## Демографія
Населення за роками:

Станом на 1 січня 2023 року в муніципалітеті офіційно проживало 1150 іноземців з 45 країн, серед них 485 громадян країн Євросоюзу та 7 громадян України.

## Сусідні муніципалітети
- Фоссо
- Новента-Падована
- Падуя
- Сант'Анджело-ді-Пьове-ді-Сакко
- Саонара
- Стра